# امرؤ القيس (مسلسل)
«امرؤ القيس» مسلسل تلفزيوني أردني درامي تاريخي تشويقي شعري مغامرات وسيرة ذاتية، إنتاج المركز العربي للإنتاج الإعلامي، الأردن عام 2003، إنتاج عدنان العواملة، المنتج التنفيذي طلال العوامله، وإخراج خلف العنزي، بطولة رشيد ملحس، نورمان أسعد، زهير النوباني، نبيل المشيني، إياد نصار، لارا الصفدي.
يتناول سيرة الشاعر الجاهلي امرؤ القيس الذي يبحث عن الثأر لوالده الذي قتل غدراً.

## قصة المسلسل
وُلد امرؤ القيس عام 501م في نجد، وأبوه حجر بن الحارث الكندي (ملك بني أسد)، كان من أصحاب اللهو والمجون. حملت له الأخبار خبر مقتل أبيه على يد شخص من قبيلة بني أسد الذين ثاروا عليه لشدّته وو استبداده بهم، فقال إمرؤ القيس مقولته المشهورة: «ضيّعني صغيراً، وحمّلني دمه كبيراً، لا صحو اليوم ولا سكر غداً، اليوم خمر وغداً أمر.»، وحلف على نفسه ألّا يأكل لحماً ولا يشرب خمراً حتى يقتل من بني أسد مائة ويُحزن مائة آخرين. ثم ذهب يستنصر القبائل للأخذ بثأر أبيه فطلب العون من قبيلتي (بكر) و (تغلب) فأعانوه وأوقعوا ببني أسد وقتلوا منهم واكتفوا بذلك، ولكن امرؤ القيس لم يكتف فتوجّه إلى القسطنطينية لجوءاً بقيصر الروم ليساعده بثأره، ولكن الوشاة ألّبوا القيصر عليه فأهداه عباءة مسمومة. وفيما هو في طريق العودة تغشى فيه داء كالجدري وتقرّح جسمه فسُمّي بذي القروح، ومات سنة 540م ودفن في أنقرة.

## الممثلون

### بطولة
- رشيد ملحس في دور امرؤ القيس.
- نورمان أسعد في دور هند.
- زهير النوباني.
- نجاح سفكوني.

### الممثلون الآخرون
- وائل نجم.
- لارا الصفدي في دور فاطمة.
- إياد نصار في دور مالك.
- محمد الحريري.
- علي عبد العزيز.
- حابس حسين.
- إسكندر عزيز.
- فايز أبودان.
- ناديا عودة.
- منذر رياحنة.
- حكيم حرب.
- نبال الجزائري.
- يوسف المقبل.
- مرشد ضرغام.
- علي القاسم.
- رامز عطا الله.
- حسين الصيداوي.
- جيني أسبر.
- فاطمة أبو عقل.

### بالاشتراك مع
- نبيل المشيني.
- هاني الروماني.
- غسان مسعود.
- رضوان عقيلي.
- عبد الكريم قواسمي.
- زهير حسن
- مها الصالح.

### ضيوف الشرف
- محمود أبو غريب.
- هشام هنيدي.

### ضيوف الحلقات
- نادرة عمران.
- خضر بيضون.
- ياسر المصري
- أحمد قوادري.
- وفاء العبد الله.